# Томмі Дойл
Томас Глін Дойл (англ. Thomas Glyn Doyle, нар. 17 жовтня 2001, Манчестер, Англія) — англійський футболіст, центральний півзахисник клубу «Вулвергемптон Вондерерз».

## Ігрова кар'єра

### Клубна
Томмі Дойл народився у Манчестері і є вихованцем клубної академії місцевого «Манчестер Сіті». Дебют Дойла в основі "містян" відбувся 29 жовтня 2019 року у матчі Кубка ліги. 8 липня 2020 року футболіст провів першу гру в складі «Манчестер Сіті» в чемпіонаті країни, коли вийшов на заміну у матчі проти «Ньюкасл Юнайтед». У вересні 2020 року Дойл продовжив контракт з клубом до 2025 року.
Надалі, не мавши постійного місця в основі «Сіті», Дойл відправлялвся по орендах. Першу частину сезону 2021/22 він провів у німецькому «Гамбурзі». Взимку в тому сезоні футболіст був направлений в оренду в клуб Чемпіоншип «Кардіфф Сіті». Наступний сезон він також провів, граючи в Чемпіоншип — в «Шеффілд Юнайтед».
Перед сезоном 2023/24 Дойл приєднався до клубу АПЛ «Вулвергемптон Вондерерз». Після завершення терміну оренди, «Вулвергемптон» скористався опцією і викупив контракт Томмі Дойла.

### Збірна
В 2018 році  в складі юнацької збірної Англії (U-17) Томмі Дойл брав участь у домашньому юнацькому чемпіонаті Європи.
Влітку 2023 року разом з молодіжною збірною Англії Дойл став переможцем молодіжного чемпіонату Європи в Грузії та Румунії.

## Титули
Англія (U-21)
 Чемпіон Європи: 2023